# 파리 경찰청

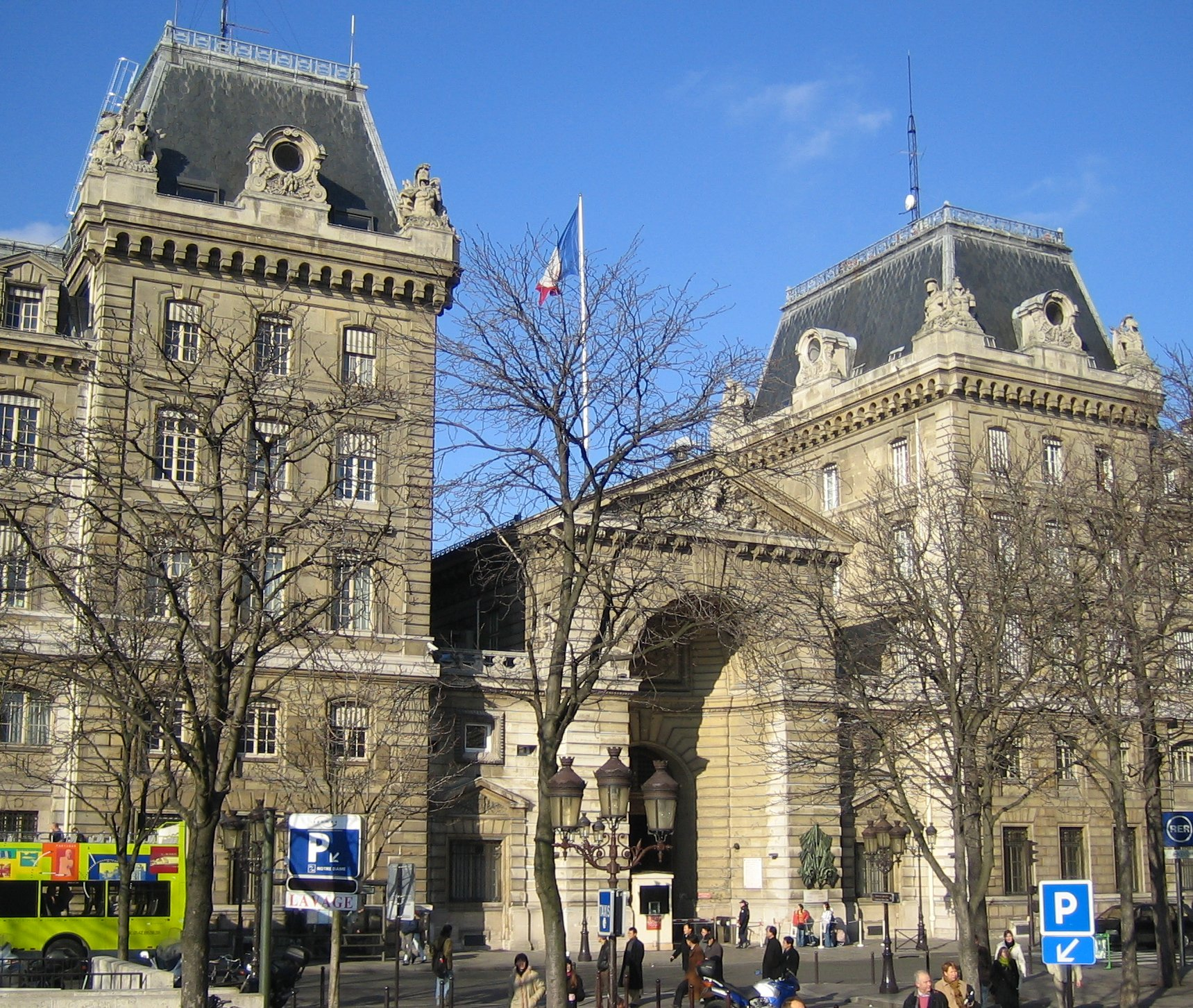
파리 경찰청 본부

파리 경찰청(파리警察廳, 프랑스어: Préfecture de police de Paris 프레펙튀르 드 폴리스 드 파리[*])은 프랑스 파리 및 그 주변 지역을 관할하는 경찰 조직이다. 본부는 시테섬에 위치해 있다. 1800년 창설되었다.